# 芸映
芸映プロダクション（げいえいプロダクション）は、東京都目黒区にある芸能事務所である。

## 沿革
1957年、「伴淳三郎東京事務所」と兼ねる形で設立した「東京芸映プロダクション」を前身とする。1959年3月10日、中央区銀座8-19に「株式会社芸映」の社名で発足（初代社長は医師で画家の宮田重雄）。1961年、喜劇俳優の伴淳三郎が2代目社長に就任。
発足当時は外国テレビ映画『アラゴンの城塞』『遥かなる戦線』『忘れられた人々』『独逸かく戦えり』『命ある限り』などを輸入したり、角丸証券、東洋レーヨンなどのCF制作が中心の企業であった。
1962年、タレントのマネジメント業に進出。以降、エミー・ジャクソンの「涙の太陽」（1965年）、いしだあゆみの「ブルー・ライト・ヨコハマ」（1968年）のヒット等で礎を築く 。
1965年、芸映音楽出版を設立。
1968年、伴のマネージャーだった青木伸樹が3代目社長に就任。
長らく赤坂のアマンド向かいのビルに事務所を構えていたが、1998年から目黒区に移転している。

## 歴史
- 1972年 - 西城秀樹デビュー
- 1973年 - 浅田美代子デビュー
  - 西城秀樹が「ちぎれた愛」で第15回日本レコード大賞・歌唱賞受賞
  - 浅田美代子が「赤い風船」で第15回日本レコード大賞・新人賞受賞、TBS・水曜劇場「時間ですよ」に出演
- 1974年
  - 西城秀樹が「傷だらけのローラ」で第16回日本レコード大賞・歌唱賞、第5回日本歌謡大賞・放送音楽賞受賞
  - 西城秀樹、浅田美代子がTBS・水曜劇場「寺内貫太郎一家」に出演
- 1975年 - 岩崎宏美デビュー、相本久美子移籍
  - 岩崎宏美が「ロマンス」で第17回日本レコード大賞・新人賞、第6回日本歌謡大賞・放送音楽新人賞受賞
  - 西城秀樹、浅田美代子、相本久美子がTBS・水曜劇場「花吹雪はしご一家」に出演
- 1976年 - 角川博デビュー
  - 西城秀樹が「若き獅子たち」で第18回日本レコード大賞・歌唱賞受賞
  - 角川博が「嘘でもいいの」で第18回日本レコード大賞・新人賞受賞
- 1977年 - 清水由貴子・岸本加世子デビュー
  - 岩崎宏美が「思秋期」で第19回日本レコード大賞・歌唱賞、第8回日本歌謡大賞・放送音楽賞受賞
  - 浅田美代子が結婚引退（芸能界には後に復帰）
  - 岸本加世子がTBS・水曜劇場「ムー」に出演
- 1978年
  - 西城秀樹が「ブルースカイ ブルー」で第20回日本レコード大賞・金賞（以降1983年まで6年連続）受賞
  - 岩崎宏美が「シンデレラ・ハネムーン」で第20回日本レコード大賞・金賞（以降1981年まで4年連続）受賞
  - 岸本加世子がTBS・水曜劇場「ムー一族」に出演
- 1979年
  - 西城秀樹が「YOUNG MAN (Y.M.C.A.)」で第10回日本歌謡大賞受賞
- 1980年 - 河合奈保子デビュー
  - 河合奈保子が「ヤング・ボーイ」で第22回日本レコード大賞・新人賞受賞
  - 岸本加世子が富士フイルム「フジカラー」のCMに樹木希林と共演し人気を博す
- 1981年
  - 岩崎宏美が「すみれ色の涙」で第23回日本レコード大賞・最優秀歌唱賞受賞
  - 河合奈保子が「スマイル・フォー・ミー」で第23回日本レコード大賞・ゴールデンアイドル賞受賞
- 1982年 - 石川秀美デビュー
  - 岩崎宏美が「聖母たちのララバイ」で第13回日本歌謡大賞受賞
  - 河合奈保子が「けんかをやめて」で第24回日本レコード大賞・金賞（以降1985年まで4年連続）受賞
  - 石川秀美が「ゆ・れ・て湘南」で第24回日本レコード大賞・新人賞受賞
- 1983年
  - 西城秀樹が円満退社、独立（有限会社アースコーポレーション設立）
  - 岩崎宏美が「家路」で第25回日本レコード大賞・金賞受賞
  - 石川秀美が「スターダスト・トレイン」で第25回日本レコード大賞・ゴールデンアイドル賞受賞
- 1984年 - 神野美伽デビュー
  - 岩崎宏美が芸能活動の方針を巡って対立し退社、独立[3]
- 1985年 - 芳本美代子デビュー
  - 芳本美代子が「雨のハイスクール」で第27回日本レコード大賞・新人賞、第16回日本歌謡大賞・放送音楽新人賞受賞
- 1986年 - 西村知美デビュー
  - 西村知美が「わたし、ドリーミング」で第28回日本レコード大賞・新人賞受賞
- 1987年
  - 日本武道館に於いて、当時の所属及び系列事務所タレント総出演のチャリティーイベントライブ「EARTH　ARK」を開催
- 1989年
  - 岸本加世子が円満退社、独立
- 1990年
  - 石川秀美が結婚、引退
- 1996年
  - 河合奈保子が結婚。当初は仕事を続けていたが、翌年の第一子出産を期に芸能活動を休止する（後に退社）。
- 1990年代後半は系列事務所所属の広末涼子がブレイクし、1997年の紅白歌合戦に出場すると共に、主演映画「秘密」や高倉健と共演した「鉄道員」の演技が高い評価を受ける。
- 2011年
  - きゃりーぱみゅぱみゅデビュー
- 2013年
  - きゃりーぱみゅぱみゅが「にんじゃりばんばん」で第55回日本レコード大賞優秀作品賞受賞
- 2014年
  - きゃりーぱみゅぱみゅが「ファミリーパーティー」で第56回日本レコード大賞優秀作品賞受賞
- 2015年
  - きゃりーぱみゅぱみゅが「もんだいガール」で第57回日本レコード大賞優秀作品賞受賞
- 2016年
  - 6月12日、青木伸樹（のぶむら）代表取締役会長死去（享年90）[4]。
- 2020年
  - 芸映創立60周年・テイチクエンタテインメント創立85周年記念アーティストの二枚看板を掲げ、青山新デビュー。芸名の「青山」の一文字は、同社社長・青木純一郎の姓より一字譲り受けた[5]。

## 所属タレント
- 西村知美（1986年 - ）
- 小出由華（1994年 - ）
- 永山たかし（2000年 - ）
- 鼠先輩（2008年 - ）
- 堀源起（2010年 - ）
- 鯉迫ちほ（2011年 - ）
- 南翔太（2012年 - ）
- 佐藤由加理（2013年 - ）
- 竹重洋平（2013年 - ）
- ときひろみ（2013年 - ）
- 松野井雅（2014年 - ）
- Cupitron（2014年 - ）
- 山川二千翔（2014年 - ）
- 浜田彩加（2014年 - ）
- 宮川里奈（2014年 - ）
- 蟹江一平（2015年 - ）
- まいきち（2018年 - ）
- 青山新（2019年 - ）
- 加藤理恵（2019年 - ）

### アーティスト
- The Super Ball（2015年 - ）
- 市川由紀乃（2019年 - ）

### 業務提携
- きゃりーぱみゅぱみゅ
- 広末涼子
- AI
- 長州力（芸能活動のマネジメントを担当）
- 飯田里穂
- 芋洗坂係長
- 松山真己

## 所属していた主なタレント
- エミー・ジャクソン （1965-1966、結婚引退）
- いしだあゆみ（1967-、イザワオフィスに移籍）[6]
- 内田裕也[6]
- 中山昭二[6]
- 横山道代[6]
- 大津美子[6]
- 左とん平
- 黒沢年雄
- 藤竜也
- 西城秀樹（1972-1983、独立）
- 浅田美代子（1973-1977、結婚退社）
- 篠ひろ子 （1973-2006、休業）
  - 2006年に公式HPの所属タレント一覧から項目が削除される。1992年の結婚を機に芸能活動を大幅に縮小、公に引退表明はしていないが現在は休業中。
- 有田美春 （＝加原夏美）
- 小林美樹（1974-1976、引退後アナウンサーに転身）
- 岩崎宏美（1975-1984、独立）
- 相本久美子（1975-2018、フリーで活動）
- 清水由貴子（1977-2006、独立→引退）
- 岸本加世子（1977-1989、独立）
- 角川博 （1976-2012、独立[7]）
- 豊田清（歌手、引退後プロボウラーに転身[8]）
- 風見りつ子（＝風見律子）
- 河合奈保子（1980-2005、休業→退社）
  - 2005年に公式HPの所属タレント一覧から項目が削除され、2009年10月19日放送のSUPER SURPRISEに於いて既に所属していない事が報じられた。
- 石川秀美（1982-1990、結婚引退）
- 神野美伽（1984-2008、独立）
- 安奈淳（1984-2010）
- 芳本美代子（1984-2017、独立）
- 志村香（1984-1989、結婚引退）
- 今井美樹
- 鷲見利恵（1985-？、引退）
- 岩城憲
- 中村あずさ（1987-1998、結婚引退）
- 川嶋みき（＝川島みき、川島だりあ、1987-1989、Adingに移籍）
- 国実百合（＝國實唯理、1988-1991、休業→引退）
- 櫻井淳子（1991-2018、株式会社アイエス・フィールドに移籍）
- 水谷あつし（＝元東京キッドブラザース、元JA-JA、1991-2001、独立）
- 金子恵実（1991-）
- 山口リエ（1991-2003、Bon Vivantに移籍→2005年引退）
- 鈴木ユカリ（1992-1994）
- 西尾拓美（＝元CHA-CHA、1994-1996、引退）
- 佐藤亜里香（1995-2001、グループ会社ワイズプランニングに移籍）
- 広末涼子（1996-2002、所属一覧から削除）
- 篠原直美（1997-2000、グランドスラムに移籍→2003年引退）
- 後藤理沙（1997-2002、フラーム退社→関連会社JMOに移籍）
- 神谷涼（1997-2003、退社→メタルボックスに移籍）
- 小久保淳平（2001-2008、グロールに移籍）
- 阪本麻美（2003年 - 2019年頃、フリー）
- 庄司麻衣（2004-2012、結婚引退）
- 宇田ひろこ（2006-2010、引退）
- 七咲友梨（2007-2012、写真家に転身）
- MAA（2010-2013）
- 児玉益美（2010-2014）
- 片岡沙耶（2013 - 2020、フリー）
- 桃ふじ（2016-2017）
- 秋本祐希（1994 - 2024）
- 白石聖（2016年 - 2025、フラームに移籍）

1980年代に芸映関連のイベントに帯同することがあった菊池桃子は、系列事務所のトライアングル・プロダクション所属（後に移籍）で芸映本体には所属していなかった。広末涼子と後藤理沙の所属も当時の系列事務所のフラームだったが、公式HPの所属タレント一覧には2002年まで一員として明記されていた。

## 採用経緯
- 直接スカウト
  - 西城秀樹（ジャズ喫茶）、浅田美代子（街頭→外部オーディション）、角川博（クラブ）、岸本加世子（コンサート会場[10]）、神野美伽（ちびっこ歌番組）、櫻井淳子（街頭）
- 自社オーディション
  - 河合奈保子、石川秀美、鷲見利恵、国実百合
- 自社育成機関より選抜
  - 七咲友梨
- 外部オーディション
  - 有田美春、小林美樹、岩崎宏美、清水由貴子、豊田清、芳本美代子、志村香、西村知美、広末涼子、後藤理沙、永山たかし
- 移籍
  - 相本久美子、安奈淳、川嶋みき、水谷あつし、小出由華、西尾拓美、佐藤亜里香
- 志願
  - 風見りつ子

### 自社オーディション
これまでに1980年、1981年、1987年の３度行われ、河合奈保子、石川秀美、国実百合がそれぞれ優勝し、歌手としてデビューを果たした。
1回目と2回目は「HIDEKIの弟妹募集!!全国縦断新人歌手オーディション」として実施し、西城秀樹も決勝大会で審査員の1人に加わった。応募書類及びカセットデモテープの一次審査と、全国主要都市で開催した本人の歌唱による二次審査を経て、東京の決戦大会に於いて選抜した。優勝者は共に卓越したスタイルが特徴の一つとなったが、主旨は新人歌手の発掘であり、水着審査などはなかった。優勝対象者は男女各1名だったが、1・2回共に「妹」のみが選出された。
西城によれば彼自身は河合奈保子・石川秀美共に選考の過程で推薦に回ったという。特に2回目優勝の石川は彼の強い意向で選出された。
3回目は「ザ・オーディション・ボーイズ・アンド・ガールズ」として実施した。この時も男性の選出には至らず、国実百合が優勝して歌手デビューに至った。